# Laminierung (Mathematik)
In der Mathematik verallgemeinern Laminierungen den topologischen Begriff der Blätterung.
Laminierungen sind von Bedeutung
in der komplexen Dynamik, insbesondere in der Iterationstheorie quadratischer Abbildungen.

## Laminierungen eines topologischen Raumes

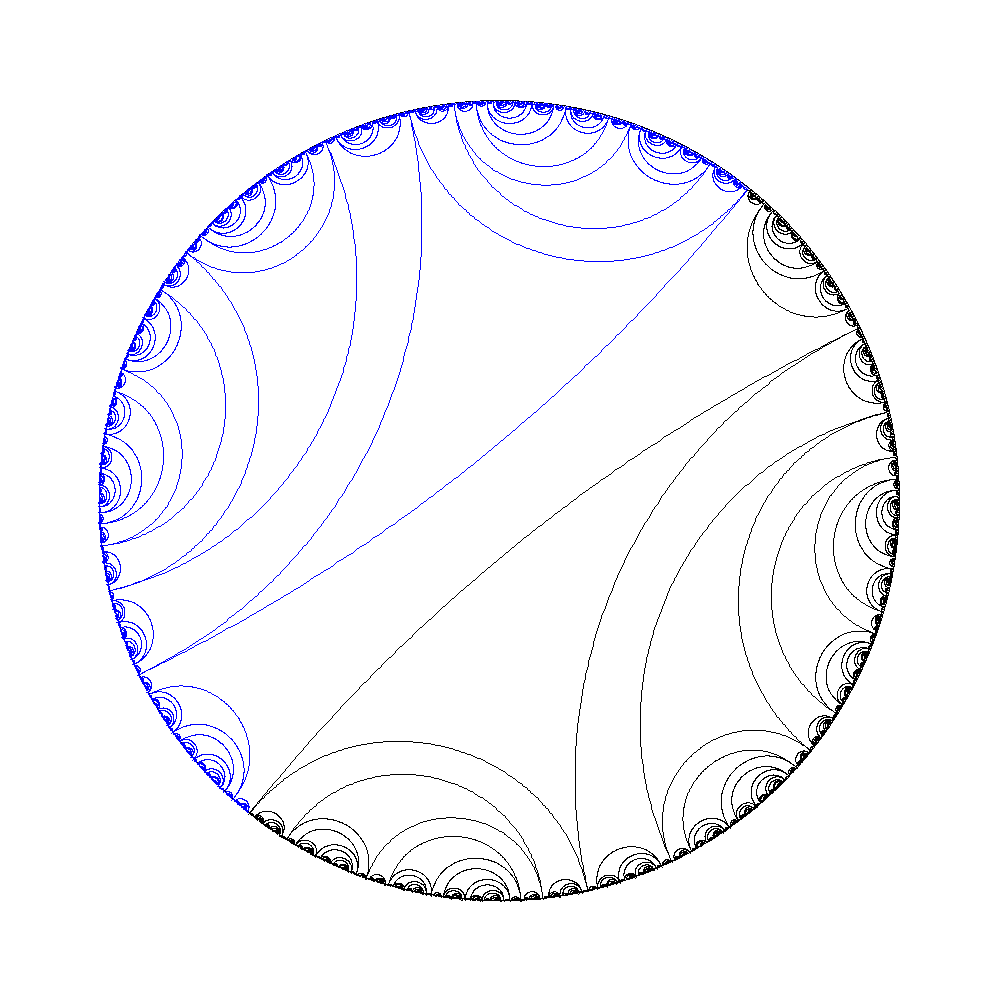
Eine Laminierung der Kreisscheibe. Die Ränder der Blätter bilden eine Laminierung des Kreises.

Es sei {\displaystyle X} ein Hausdorff-Raum. Eine Laminierung ist gegeben durch eine offene Überdeckung {\displaystyle \textstyle X=\bigcup _{i}U_{i}} und Homöomorphismen
{\displaystyle \phi \colon U_{i}\to D_{i}\times T_{i}},
wobei {\displaystyle D_{i}} eine offene Teilmenge eines {\displaystyle \mathbb {R} ^{n}} und {\displaystyle T_{i}} ein beliebiger topologischer Raum ist. 

## Laminierungen von Mannigfaltigkeiten
Es sei {\displaystyle M} eine Mannigfaltigkeit. Eine {\displaystyle k}-dimensionale Laminierung von {\displaystyle M} ist eine Zerlegung einer abgeschlossenen Teilmenge von {\displaystyle M} in zusammenhängende Untermannigfaltigkeiten gleicher Dimension {\displaystyle k} (die Blätter der Laminierung), so dass es eine Überdeckung von {\displaystyle M} durch Karten homöomorph zu {\displaystyle I^{k}\times I^{n-k}} gibt, in der die Durchschnitte der Blätter mit den Karten den Hyperebenen {\displaystyle I^{k}\times \left\{y\right\}} für jeweils ein {\displaystyle y\in I^{n-k}} entsprechen.

### Laminierungen des Kreises
Eine etwas abweichende Terminologie verwendet man in der Theorie dynamischer Systeme, wenn es um Laminierungen des Kreises geht. In diesem Fall sollen die Blätter nicht zusammenhängend, sondern Paare von Punkten sein, wobei unterschiedliche Punktpaare jeweils nicht verschlungen sein dürfen. (D.h. wenn {\displaystyle \left\{x_{1},x_{2}\right\}} ein Blatt und {\displaystyle \left\{y_{1},y_{2}\right\}} ein anderes Blatt ist, dann müssen {\displaystyle y_{1}} und {\displaystyle y_{2}} beide in derselben Zusammenhangskomponente von {\displaystyle S^{1}\setminus \left\{x_{1},x_{2}\right\}} liegen.)
Wenn man sich den Kreis als Rand im Unendlichen der hyperbolischen Ebene denkt, entsprechen die Laminierungen des Kreises also genau den geodätischen Laminierungen der hyperbolischen Ebene. (Die Ränder zweier Geodäten sind genau dann unverschlungen, wenn die beiden Geodäten disjunkt sind.)

## Anwendungen
Spezielle Klassen von Laminierungen sind von Bedeutung in der niedrig-dimensionalen Topologie und Dynamik. 
- In der Theorie der 3-Mannigfaltigkeiten interessiert man sich besonders für wesentliche Laminierungen.
- In der Theorie der (hyperbolischen) Flächen sind geodätische Laminierungen von Bedeutung.
- In der Theorie niedrigdimensionaler dynamischen Systeme werden Laminierungen des Kreises verwendet, etwa zur Untersuchung der Winkelverdopplungsabbildung.
- In der komplexen Dynamik verwendet man nach Sullivan Laminierungen durch Riemannsche Flächen (engl.: Riemann surface laminations), diese sind Laminierungen durch komplexe Untermannigfaltigkeiten lokal äquivalent zu einem Produkt Kreisscheibe × Cantormenge.